# ひなみ
ひなみ（ひなみ、8月3日 - ）は、日本のパフォーマー、コスプレイヤー、声優、17Liveのイチナナライバーであり、グループ"泉極娘"のメンバーである。愛称は、ひなみん。身長155cm、血液型はB型。I(愛)カップ。
変顔、ポジティブ思考、人を笑顔にすることが得意。ゲーム、コスプレが好き。

## 人物
「ひなみ」は活動名であり、グループ"泉極娘"のメンバーから呼ばれている名前を、そのまま活動名とした。
声優の養成所に通った後 声優ユニットピースラブに所属 脱退した後にフリーとなり、イベントスタッフやコスプレの仕事などをこなすかたわら、17Liveでイチナナライバーとして配信を行っている。歌舞伎町のウルシャンでBAR店員として活動中。
趣味は料理、コスプレ。サバサバした人。
コスプレが好きで、仕事の他にもコスプレイベントに参加したり、配信の際に着用したりする。
飼い猫に"姫ちゃん"と"ジンくん"の２匹が居て、一緒に生活している。配信にも度々登場し、マスコット的な存在となっている。
ツナピコ(スーパーツナ)が好物で、よく購入する。

## 所持資格
・普通二輪免許(2021年04月19日取得)

## グループ出演(継続)
2015年08月16日のイベントより、泉極娘のメンバー(真沢 守 役)としてダンスやパフォーマンスを行っている。

## イベント・ライブ出演(単独)
| イベント名                        | 開催日         | 開催場所              | 備考                         |
| --------------------------------- | -------------- | --------------------- | ---------------------------- |
| HOT PANTS vol.48                  | 2018年09月09日 | 西麻布A-LIFE          | グループ参加                 |
| DeJaBoo#40                        | 2018年11月09日 | ageHa                 | DJダンスイベントでダンス出演 |
| SFライバーフェスVol.1             | 2019年01月17日 | 渋谷UNDER DEER LOUNGE | 泉極志キャラとして出演       |
| SFライバーフェスVol.2             | 2019年08月24日 | 渋谷UNDER DEER LOUNGE |                              |
| ALL JEXER DANCE FESTIVAL          | 2020年02月08日 | メルパルク東京ホール  | ダンス出演                   |
| ひなみ1日店長withさつきんぐへぶん | 2020年03月07日 | 新宿 Bar Ulu Shanti   | ウルシャンティ1日店長        |
| R-LIVE                            | 2023年07月07日 | 四谷ハニーバースト    | 歌ライブ                     |

## 撮影会
| イベント名         | 会場                               | 開催日          | 衣装・コスプレキャラなど                                  | 備考          |
| ------------------ | ---------------------------------- | --------------- | --------------------------------------------------------- | ------------- |
| コスキュート撮影会 | キューブスタジオ                   | 2020年02月29日  | バレンタインコーデ私服 レム(ノーマルver.) ナミ(One Piece) | [ 24 ]        |
| コスキュート撮影会 | 上野スカイスタジオ                 | 2020年05月30日  | 水着 レム(赤ずきんver.)                                   | [ 25 ] [ 26 ] |
| コスキュート撮影会 | スタジオGallery-O4 Le palais       | 2020年06月06日  | Fate/セイバー                                             | [ 27 ]        |
| コスキュート撮影会 | スタジオ目黒ハウス                 | 2020年07月11日  | 浴衣 鬼滅の刃/甘露寺蜜璃                                  | [ 29 ]        |
| コスキュート撮影会 | アンフェリシオン                   | 2020年08月15日  | FGO/セイバー 玉藻の前                                     | [ 30 ]        |
| smooth撮影会       | みらい館大明                       | 2020年08月29日  | 制服(オリジナル)                                          | [ 31 ]        |
| コスキュート撮影会 | カプリ板橋本町201                  | 2020年09月05日  | レム(ノーマルver.) ナミ(One Piece,アラバスタ編)           | [ 32 ]        |
| コスキュート撮影会 | StudioBe2号館 Cスタジオ            | 2020年09月20日  | ネコぱら/ココナッツ                                       | [ 33 ]        |
| コスキュート撮影会 | StudioBe1号館                      | 2020年10月31日  | キョンシー(オリジナル)                                    | [ 34 ]        |
| コスキュート撮影会 | 亀戸アンフェリシオン               | 2020年12月31日  | Fate/セイバーオルタ                                       | [ 35 ]        |
| コスキュート撮影会 | みらい館大明                       | 2021年02月14日  | 僕は友達が少ない/柏崎星奈                                 | [ 36 ]        |
| コスキュート撮影会 | 目黒ハウス                         | 2021年03月13日  | 甘露寺蜜璃                                                | [ 37 ]        |
| コスキュート撮影会 | 目白Gallery-O5 Le Royal            | 2021年04月25日  | FGO/ネロ 赤ドレス&メイド服                                | [ 38 ]        |
| コスキュート撮影会 | スタジオコフ                       | 2021年06月20日  | Re:ゼロ/ラム、レム                                        | [ 39 ]        |
| コスキュート撮影会 | Studio C-Box                       | 2021年10月10日  | 五等分の花嫁/一花、二乃                                   | [ 40 ]        |
| コスキュート撮影会 | 下落合ギャラリーO11 ル・ボヤージュ | 2021年12月25日  | FGO(Fate/Grand Order)/玉藻(漆黒の魔術師)                  | [ 41 ]        |
| コスキュート撮影会 |                                    | 2022年01月29日  | ウマ娘/駿川たづな                                         | [ 42 ]        |
| コスキュート撮影会 | スタジオユイス                     | 2022年07月09日  | SPY×FAMILY/ヨルフォージャー(私服ver.)                     | [ 43 ]        |
| コスキュート撮影会 | 片瀬江ノ島東浜海の家               | 2022年08月21 日 | 海の家のお姉さんスタイル 水着                             | [ 44 ]        |
| コスキュート撮影会 | カプリ板橋本町                     | 2022年10月23 日 | 戦闘ナース(オリジナル)                                    | [ 45 ]        |
| コスキュート撮影会 | 片瀬江ノ島東浜海の家               | 2023年07月02日  | 水着                                                      | [ 46 ]        |

## ラジオ出演

### 地上波
| 番組名               | 放送日         | 放送局       | 備考   |
| -------------------- | -------------- | ------------ | ------ |
| 恋するfortune master | 2020年10月10日 | 渋谷クロスFM | ゲスト |
| 恋するfortune master | 2021年02月13日 | 渋谷クロスFM | ゲスト |

## ネット配信

### 動画配信
2018年09月01日より、17Liveのイチナナライバーとして活動。

### Youtube
| 番組名              | 放送日                 | 備考                                                           |
| ------------------- | ---------------------- | -------------------------------------------------------------- |
| ボドゲーがかり。    | 2020年07月01日配信開始 | [ 51 ]                                                         |
| ひなニャンズCHANNEL | 2020年09月07日開始     | 自身の家族であるジンくんと姫ちゃんの様子をアップするチャンネル |

### その他
| 番組名              | 放送日         | 備考                                     |
| ------------------- | -------------- | ---------------------------------------- |
| COSPOライブコマース | 2020年08月05日 | 【COSPO×鬼滅の刃】鬼滅ガチャ＆鬼滅トーク |
| COS道～COS ROAD～   | 2020年10月27日 | メイドアシスタント                       |

## 声優出演
・ナゾトキネ 真沢守 役(2016年,TOKYO MX他)

## コスプレ活動
プライベートによるコスプレで、仕事のものは含まれない
| キャラクタ名                  | 作品名                      | 披露年月日        | 備考                         |
| ----------------------------- | --------------------------- | ----------------- | ---------------------------- |
| 七海 春歌                     | うたの☆プリンスさまっ♪      | 2015年12月29日    |                              |
| 巡音 ルカ                     | Vocaloid｢龍ノ啼ク箱庭依リ｣  | 2016年02月13日    | AYASAMAとの合わせ            |
| 柏崎 星奈                     | 僕は友達が少ない            | 2016年02月13日    | AYASAMAとの合わせ            |
| 毘沙門                        | ノラガミ                    | 2016年08月12日    |                              |
| レム                          | Re:ゼロから始める異世界生活 | 2016年12月30日    | AYASAMAとの合わせ            |
| ナミ                          | ONE PIECE                   | 2017年05月05日    |                              |
| 奥村 春                       | ペルソナ5                   | 2017年10月25日    | AYASAMA,五十嵐さやとの合わせ |
| 真沢 守(転真ver.)             | 泉極志                      | 2018年02月10日    | AYASAMAとの合わせ            |
| C.C.(シーツー)                | コードギアス                | 2018年04月28日    |                              |
| エリー                        | 七つの大罪                  | 2018年04月29日    | AYASAMA,五十嵐さやとの合わせ |
| ドロシー                      | SINoALICE -シノアリス-      | 2018年08月21日    |                              |
| レム幼少期ver.                | Re:ゼロから始める異世界生活 | 2018年08月27日    | AYASAMA,五十嵐さやとの合わせ |
| ナミ                          | ONE PIECE                   | 2018年10月28日    |                              |
| 蛇喰 夢子                     | 賭ケグルイ                  | 2019年04月28日    |                              |
| コアラ                        | ONE PIECE                   | 2019年05月05日    |                              |
| 玉藻の前(キャスター/キャス狐) | FGO(Fate/Grand Order)       | 2019年12月28日    | MANTANWEBに掲載              |
| 甘露寺蜜璃                    | 鬼滅の刃                    | 2020年05月05日    | エアコミケ参戦               |
| スーパークリーク              | ウマ娘                      | 2022年04月29日    | [ 57 ]                       |
| 蛇喰 夢子                     | 賭ケグルイ                  | 2022年10月30日    | mi-ya、AYASAMAとの合わせ     |
| ヨル・フォージャー(戦闘服)    | スパイファミリー            | 2022年12月30,31日 | [ 59 ]                       |
| バイパー                      | 勝利の女神:NIKKE            | 2023年08月13日    | [ 60 ]                       |
| 星野ルビィ                    | 推しの子                    | 2023年10月28日    | [ 61 ]                       |
| 2B(ヨルハ二号B型)             | NieR:Automata               | 2024年08月12日    | [ 62 ]                       |

### SNS
- ひなみ (@hinami2yanko) - X（旧Twitter）

- ひなみ (@hinami2yanko) - Instagram

- ひなみ (@hinami2yanko) - TikTok

### Youtube
・ひなニャンズCHANNEL

### ライブ配信
- ひなみ - 17 Live